# El dinar dels remers
El dinar dels remers (en francès: Le déjeuner des canotiers) és un quadre de 1881 del pintor impressionista francès Pierre-Auguste Renoir, que es conserva en la Col·lecció Phillips, a Washington D. C.
El quadre mostra un grup d'amics de Renoir descansant en una terrassa del restaurant Maison Fournaise sobre el riu Sena en Chatou, França. L'escena mostra un clima d'alegria popular que s'assembla a una obra anterior seva, Ball al Moulin de la Galette (1876). D'altra banda, Renoir ja havia retratat tant el local com el tema del rem en una altra obra, Déjeuner chez Fournaise (1875).

## Descripció

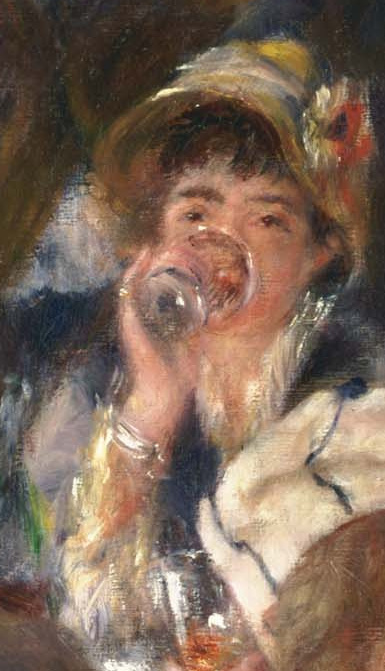
Detall de l'actriu Ellen Andrée bevent d'un got.

En aquesta obra, Renoir representa als seus amics i clients habituals de l'establiment, com el pintor i mecenes, Gustave Caillebotte, assegut en primer pla a la dreta, parlant amb la atriz Angèle Legault i el periodista Adrien Maggiolo. També en el primer pla, a l'esquerra, es veu a la futura esposa de Renoir, Aline Charigot, il·luminada per un raig de sol jugant amb un gosset. Darrere, dempeus i en samarreta blanca, el fill dels Fournaise, l'encarregat dels vaixells de rem, contempla la reunió. Acomodada en la barana està la seva germana Alphonsine escoltant al baró Barbier, situat d'esquena a l'espectador. La noia al centre, lleugerament a la dreta, bevent, és Ellen Andrée, una actriu que va ser model també per a altres impressionistes com Degas, Édouard Manet, i Henri Gervex. En la part posterior apareixen, un home amb barret de copa i els amics de Renoir, Lestringuez i Lhote, que parlen amb l'actriu Jeanne Samary.
La composició s'ordena seguint dues diagonals, la primera agrupa als homes en samarreta (remers), la segona va des del faldó esquerre de les estovalles fins al costat dret del fons, d'aquesta forma es crea profunditat. En la intersecció destaca la taula amb les estovalles blanques i la seva naturalesa morta o bodegón on hi ha un barril, ampolles, copes i una cistella de fruita.
En aquest quadre Renoir va capturar una gran quantitat de llum. Com es pot apreciar, la major quantitat de llum ve de la gran obertura en la balconada, darrere de l'home en samarreta i barret. Les samarretes de tots dos homes en el fons i les estovalles de taula actuen en conjunt per reflectir aquesta llum i enviar-la a través de tota la composició. A diferència d'altres obres impressionistes, en aquesta es pot apreciar certa nitidesa en les formes.
El quadre va tenir un paper protagónista en la pel·lícula La fabulosa destinació de Amélie Poulain (2001), de Jean-Pierre Jeunet.
Va ser exposat en la setena exposició impressionista, en 1882. El marxant Durand-Ruel va comprar l'obra i la va donar a conèixer pel món. La va presentar a Londres, Nova York i Boston, entre altres ciutats. En 1923 va comprar l'obra el col·leccionista Duncan Phillips per 125 000 dòlars.